# Is this love (globe의 노래)
〈Is this love〉는 일본의 팝 밴드 globe의 여섯 번째 싱글 앨범으로, 1996년 8월 28일 발매되었다. (8cm CD: AVDG-71006) 가사는 코무로 테츠야와 마크 팬서 (MARC)가 함께 썼으며, 작곡과 편곡은 코무로가 맡았다. 뮤직 비디오 (PV)는 미국의 애리조나주에 위치한 사막에서 촬영되었다.
작품은 1996년 9월 9일자 오리콘 싱글 차트에서 1위에 올랐으며, 같은 달 일본레코드협회로부터 더블 플래티넘을 인정받았다.

## 수록곡
| #            | 제목                                    | 작사                 | 작곡          | 편곡          | 재생 시간 |
| ------------ | --------------------------------------- | -------------------- | ------------- | ------------- | --------- |
| 1.           | 〈〈Is this love〉〉 (STRAIGHT RUN)     | 코무로 테츠야 / MARC | 코무로 테츠야 | 코무로 테츠야 | 5:35      |
| 2.           | 〈〈Is this love〉〉 (CLUB BOURBON MIX) |                      |               |               | 7:19      |
| 3.           | 〈〈Is this love〉〉 (INSTRUMENTAL)     |                      |               |               | 5:31      |
| 총 재생 시간 | 총 재생 시간                            | 총 재생 시간         | 총 재생 시간  | 총 재생 시간  | 18:25     |